# Josia draconis
Josia draconis är en fjärilsart som beskrevs av Druce 1885. Josia draconis ingår i släktet Josia och familjen tandspinnare. Inga underarter finns listade i Catalogue of Life.